# Instituto Mexicano de Cinematografía
L'Instituto Mexicano de Cinematografía (Imcine, pel seu acrònim) és una institució de la Secretaría de Cultura de Mèxic, fundada el 25 de març de 1983.

## Funcions
Les funcions d'aquest institut són:
- Consolidar i acréixer la producció cinematogràfica nacional.
- Establir una política de foment industrial en el sector audiovisual.
- Donar suport a la producció, distribució i exhibició cinematogràfica dins i fora de les fronteres de Mèxic.
- Generar una bona imatge del cinema mexicà i els seus creadors arreu del món.
- Promoure el coneixement de la cinematografia a públics diversos a través de festivals, mostres, cicles i fòrums en totes les regions del país.[2]

## Història
L'institut va néixer després d'una crisi, qualitat i finançament en la indústria cinematogràfica mexicana. El seu primer director va ser Alberto Isaac, qui va renunciar després de no rebre suport en les decisions executives de l'institut ni aconseguir suport per a fer noves pel·lícules. En 1989, l'institut es va incorporar al Consejo Nacional para la Cultura y las Artes (Conaculta), i va tenir una reestructuració important. D'aquest any i fins a 1992, l'institut va incidir en què sorgís l'anomenat Nou Cinema Mexicà, i va ajudar al debut de 21 directors en aquest període.
A causa de la crisi de producció fílmica viscuda en 1997, el Imcine va crear el Fondo de Promoción Cinematográfica (Foprocine). En 1998, es va fundar el Programa de Apoyo a Creadores y el Programa de Óperas Primas que doan suport a realitzadors del Centro de Capacitación Cinematográfica (CCC) i del Centro Universitario de Estudios Cinematográficos (CUEC).
A mitjans de la dècada de 2010, la indústria cinematogràfica mexicana va millorar dràsticament, i el 2017 es va establir un rècord de la majoria de pel·lícules produïdes al país amb 176. L'assistència també va passar de 65,2 milions entre 2006 i 2012 a 132,9 milions.

## Programes
El 2014, de les 130 pel·lícules produïdes a Mèxic, el 80 per cent va rebre el suport del govern mitjançant IMCINE. Els programes de finançament IMCINE inclouen el Fons per a la producció de cinema de qualitat (FOPROCINE), el Fons d’estimulació i inversió cinematogràfica (FIDECINE) i l'estímul fiscal per a la producció i distribució de cinema nacional (EFICINE).

## Directors
| Director               | Periodo     |
| ---------------------- | ----------- |
| Alberto Isaac Ahumada  | 1983 - 1985 |
| Enrique Soto Izquierdo | 1986 - 1988 |
| Ignacio Durán Loera    | 1988 - 1994 |
| Jorge Alberto Lozoya   | 1995        |
| Diego López Rivera     | 1996 - 1997 |
| Eduardo Amerena        | 1997 - 1999 |
| Alejandro Pelayo       | 1999 - 2000 |
| Alfredo Joskowicz      | 2000 - 2006 |
| Marina Stavenhagen     | 2007 - 2012 |
| Jorge Sánchez Sosa     | 2013 - 2018 |
| María Novaro           | 2018 -      |